# Уліссе Альдрованді
Уліссе Альдрованді (італ. Ulisse Aldrovandi; 1522, Болонья  —  4 травня, 1605, Болонья) — італійський науковець доби маньєризму, ботанік, ентомолог, зоолог. Засновник природничих колекцій Болонського університету, для яких відвели зали палаццо Поджі.

## Біографія

### Ранні роки
Походить з дворянської родини. Батько був нотаріусом та секретарем Сенату Болоньї. Батьки хотіли для сина комерційної кар'єри. Зробив декілька подорожей в молоді роки, зокрема разом з паломниками до Сантьяго-де-Компостела. В Болонью повернувся у 1539 р.

### Навчання
Освіту отримав в університеті Болоньї, а потім у Падуї, вивчав філософію, юриспруденцію, математику, логіку, медицину.

### Звинувачення в єресі
В червні 1549 року його звинуватили в єресі, адже в Італії набула сили контрреформація і католицьке покарання за відхід від католицизму. Аби уникнути покарання, у вересні того ж року науковець оприлюднив своє каяття, але його заарештували і викликали в папський Рим для судового розслідування. Перебування під домашнім арештом завершилося звільненням у квітні 1550 року. Альдрованді використав звільнення та перебування в Римі для знайомства з тамтешніми науковцями. В Римі продовжив спілкування з ними і захопився питаннями ботаніки, зоології, геології. З 1551 організував декілька експедицій в італійські провінції для збору рослин та їх замальовок.

### Професор

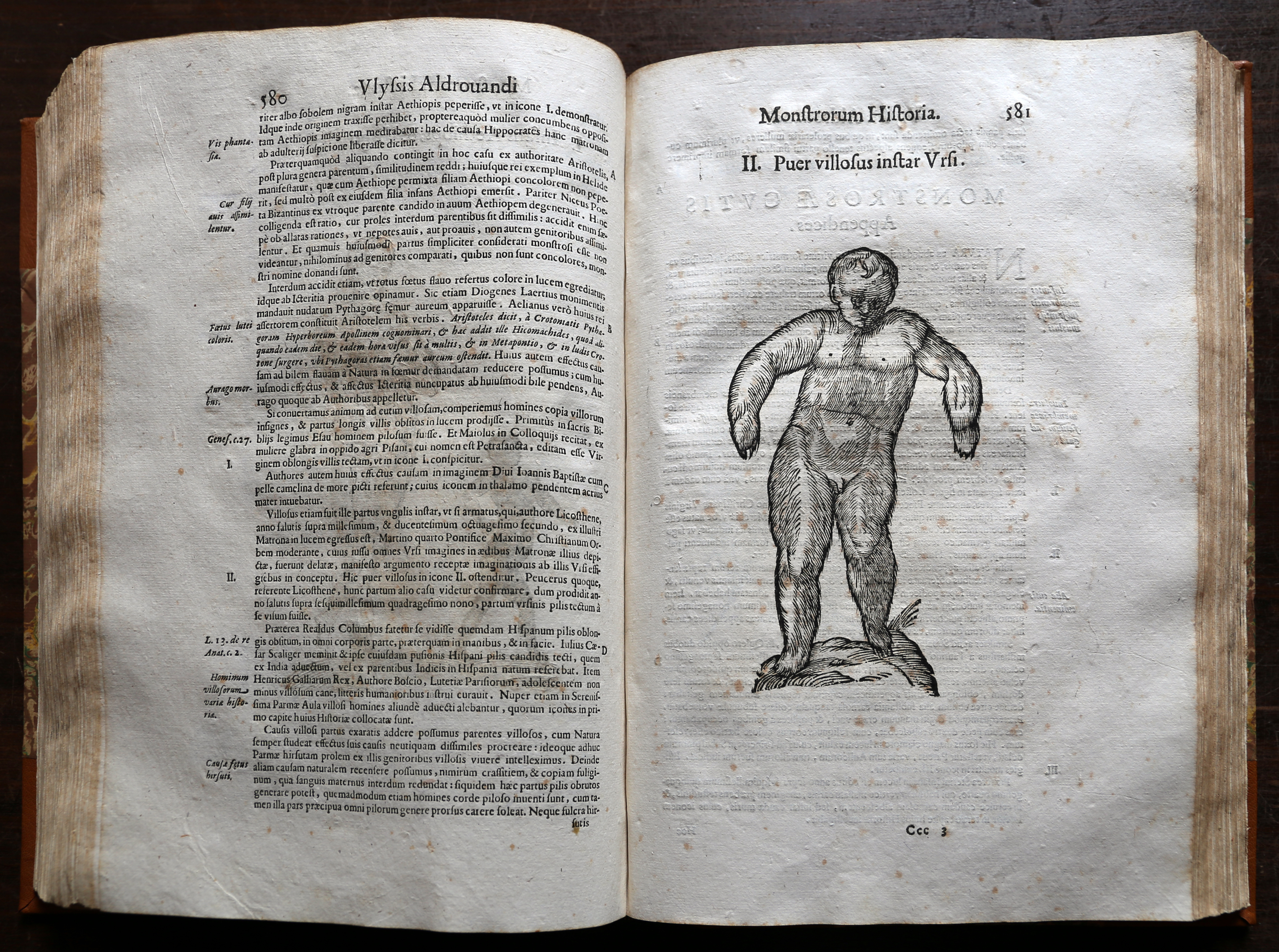
Monstrorum Historia

У 1559 р. його обирають професором філософії в Болонському університеті. Він працює викладачем і водночас займається наукою, веде дискусії, організовує експедиції, збирає ботанічні та зоологічні колекції.
За сприяння вченого, було зроблено 17 томів замальовок рослин, тварин, мінералів, а також металеві дошки для друкування гравюр в наукових книгах. Його перу належить праця «Про риб і китів».

### Ботанічний сад у Болоньї
У 1568 за його клопотанням та вимогами в Болоньї був заснований ботанічний сад (яким управляв університет), що зберігся донині. Сад міняв місце розташування, до нього додавали нові приміщення (оранжереї, зимові приміщення для екзотів), але сад зберігся після усіх втрат і змін. Сад має у своїй колекції близько 5 тисяч зразків рослин.
Альдрованді не полишав збирання гербарію та замальовки рослин. Для створення малюнків він залучав художників, серед яких — Якопо Лігоцці, Джованні Нері, Корнеліо Швіндт.

### Сварка з професорами
У 1575 р. через незгоду з іншими професорами з питань народної медицини, ті домоглися відсторонення його від посади. Клопотаннями рідних, що звернулися до папи римського Григорія XIII, посаду йому повернули, але лише через п'ять років.

### Доля колекцій
Свої великі колекції науковець бажав віддати під опіку Сенату Болоньї. Їх зберігали то в палаццо Публіко, то в палаццо Поджі, якими керував університет. В 19 ст. їх передали в зберігання в деякі бібліотечні фонди. У 1907 році їх знову з'єднали в палаццо Поджі. Вони були представлені 2005 року в Болоньї на урочистостях з нагоди 400-ліття з дня смерті науковця.